# Жоли, Поль (футболист)
Поль Жоли (фр. Paul Joly; род. 7 июня 2000, Орлеан) — французский футболист, защитник клуба «Осер».

## Клубная карьера
Жоли — воспитанник клубов «Мюид», «Блуа 41» и «Лорьян». В 2018 году перешёл в дубль «Амьена». 17 августа 2019 года в матче против дублёров «Валансьена» он дебютировал в Насьональ 3. 25 августа в поединке против «Стад Портелойс» он забил первый гол за клуб.
Осенью 2020 года перешёл в клуб «Осер». 21 декабря 2021 года в матче против «Гавра» Поль дебютировал во французской Лиге 2. 16 апреля 2022 года в поединке против «По» Жоли забил дебютный гол за «Осер». В январе 2023 года на правах аренды стал игроком «Дижона». 28 января в матче против «Бордо» он дебютировал за новый клуб.